# دنیس بویکو
دنیس بویکو (اوکراینی: Денис Олександрович Бойко؛ زادهٔ ۲۹ ژانویهٔ ۱۹۸۸) بازیکن فوتبال اهل اوکراین است که در پست دروازه‌بان بازی می‌کند.
از باشگاه‌هایی که در آن بازی کرده‌است می‌توان به بشیکتاش، دینامو کیف، کریفباس کریفیی ریه، دنیپرو دنیپروپتروفسک، تیم ملی فوتبال اوکراین، و مالاگا اشاره کرد.
وی همچنین در تیم‌های ملی فوتبال زیر ۱۵ سال اوکراین، زیر ۱۶ سال اوکراین، زیر ۱۷ سال اوکراین، زیر ۱۸ سال اوکراین، زیر ۱۹ سال اوکراین و تیم ملی فوتبال اوکراین بازی کرده‌است.